# Loi sur le gouvernement de l'Irlande de 1920
Lire en ligne

Texte de la loi

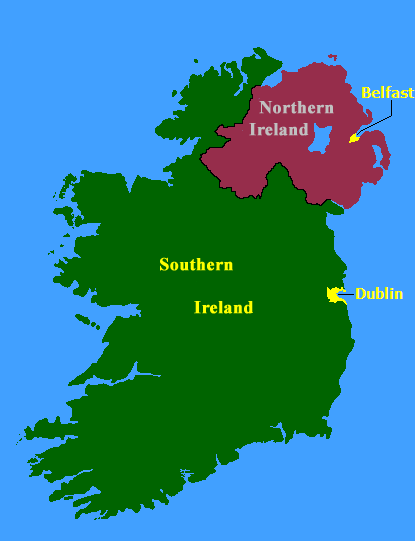
Partition de l’île en deux entités étatiques

La Loi pour donner à l’Irlande un bon gouvernement, en anglais An Act to provide for the better government of Ireland, connue aussi sous le nom de loi sur le gouvernement de l'Irlande de 1920 (Government of Ireland Act 1920), est une loi du Parlement du Royaume-Uni qui organise par partition l'île d'Irlande.
La loi prévoit deux ensembles institutionnels séparés fonctionnant sur le principe du Home Rule (autonomie interne) : un qui couvre le nord-est de l’île, appelé « Irlande du Nord » (Northern Ireland), et un deuxième qui couvre le reste de l’île, appelé « Irlande du Sud » (Southern Ireland). Les nouvelles institutions prévues par la loi fonctionnèrent comme prévu en Irlande du Nord jusqu’à ce qu’elles soient suspendues par le Gouvernement britannique en 1972. Ce ne fut cependant pas le cas en Irlande du Sud, où les institutions n'ont jamais fonctionné. Dans la partie méridionale, le nouvel État irlandais créé à la suite des institutions britanniques en 1922 prendra le nom d’État libre d'Irlande.
Historiquement parlant, cette loi est l’instrument législatif de la partition de l'Irlande, même si elle prévoyait comme objectif la réunification de l’île au sein du Royaume-Uni.
La loi a été abrogée dans sa totalité par la Loi sur l'Irlande du Nord de 1998, promulguée après l’Accord du Vendredi saint.

## Le contexte
Dans le courant du XIXe siècle et au début du XXe siècle, plusieurs tentatives sont lancées pour donner à l’Irlande des moyens concernant son autonomie. Ces tentatives sont connues sous le nom de Home Rules.
- Le 8 avril 1886, un Home Rule Bill (projet de loi) est présenté à la Chambre des communes, par le Premier ministre libéral William Ewart Gladstone, mais il est rejeté en première instance.
- Le 13 février 1893, le même Gladstone propose une nouvelle fois son projet. Il est accepté par le Chambre des Communes, par 301 voix contre 267, mais rejeté à Chambre des lords, par 378 voix contre 41. Ce nouvel échec entraîne la démission du Premier ministre.
- En 1912, le nouveau Premier ministre libéral Herbert Henry Asquith propose le Home Rule Bill pour la troisième fois. Une fois encore, la Chambre des Communes vote le projet, mais les Lords le refusent. Cependant, le Parliament Act (loi parlementaire) de 1911 stipule que le veto suspensif de la Chambre des lords n'a qu’une durée de deux ans : cette disposition juridique induit donc de facto l'acceptation.

En raison de la menace persistante de la guerre civile en Irlande, le roi George V convoque à Buckingham une conférence en juillet 1914. Les dirigeants nationalistes et unionistes sont invités à chercher un accord, mais la conférence est un échec. La controverse continue entre, d’une part, les nationalistes irlandais qui veulent un Home Rule à l’échelle de l’Irlande tout entière et qui sont soutenus par les Libéraux et, d’autre part, les unionistes soutenus eux par les Conservateurs qui ne veulent pas du Home Rule pour l'Ulster.

## Le comité de Long

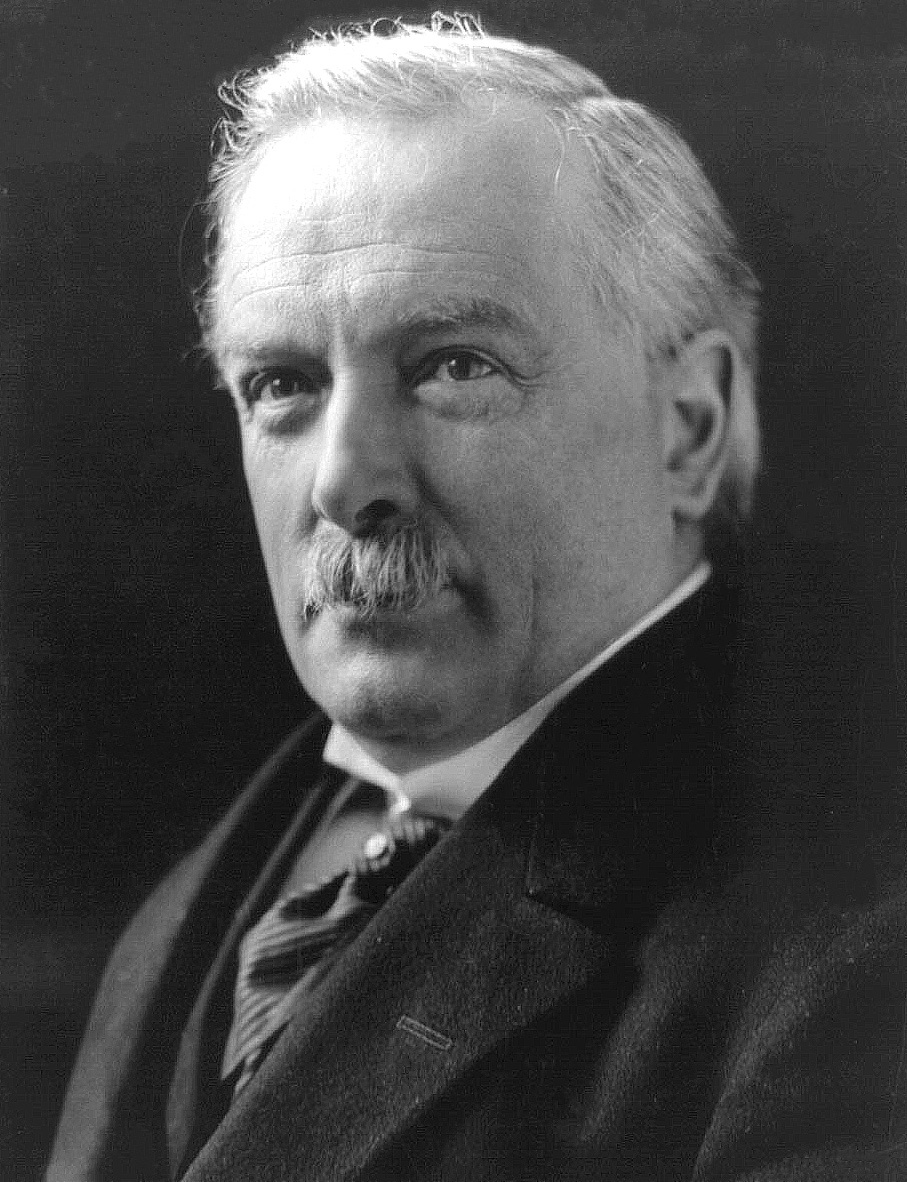
David Lloyd George, premier ministre britannique, auteur de la Loi

Deux propositions sont faites par l'entremise du premier ministre Herbert Henry Asquith pendant la Première Guerre mondiale pour mettre en œuvre le Home Rule. La première date de mai 1916, mais un accord n'est pas trouvé avec les unionistes d'Ulster. La deuxième est faite en 1917 : John Redmond appelle à mettre en place une convention irlandaise. Cette assemblée se compose de représentants des nationalistes et des unionistes. Mais, en avril 1918, elle ne réussit qu’à produire un rapport assorti de recommandations pour la compréhension des questions conflictuelles.
Un retard dans le traitement de la question s’ensuit à cause du règlement de la Première Guerre mondiale : l’État britannique est concentré sur la  Conférence de paix de Paris puis sur la signature du traité de Versailles. À partir de septembre 1919, avec un gouvernement maintenant emmené par David Lloyd George, le Cabinet britannique pour l’Irlande, sous la surveillance du gouvernement et sous la direction de l’ancien chef de l’Ulster Unionist Party, le vicomte Walter Long, propose une nouvelle idée radicale. W. Long propose la création de deux entités irlandaises chacune sous le régime du Home Rule : l’Irlande du Nord et l’Irlande du Sud. Les deux entités auraient chacune un parlement bicaméral avec un Sénat et une Chambre des Communes.
La deuxième relecture de la proposition de loi, fin mars 1920, révèle qu’une grande majorité des élus irlandais présents trouvent la proposition impraticable,.